# Deliver Us The Moon
Deliver Us The Moon is een sciencefiction avonturen-puzzelspel ontwikkeld door de Nederlandse computerspelontwikkelaar KeokeN Interactive. Het werd oorspronkelijk uitgebracht in 2018 in een ingekorte versie onder de titel Deliver Us The Moon: Fortuna, en in 2019 opnieuw in voltooide vorm via uitgever Wired Productions. Het spel is het eerste deel in de Deliver Us-serie, die in 2023 werd voortgezet met Deliver Us Mars.
Het spel speelt zich af in een nabije toekomst waarin de aarde wordt getroffen door een wereldwijde energiecrisis. Een astronaut wordt naar de maan gestuurd om te onderzoeken waarom de levering van Helium-3, een energiebron die via een maankolonie werd gewonnen, abrupt is gestopt.

## Verhaal
In Deliver Us The Moon staat een astronaut op de maan voor de taak om de Aarde te redden van een energiecrisis en de gevolgen van klimaatverandering. De World Space Agency (WSA) is opgericht om een kolonie op de maan te vestigen met als doel het delven van een nieuwe energiebron: Helium-3. Jarenlang voorzag de maanbasis de aarde van energie, maar op een dag viel alle communicatie weg en werd de Aarde getroffen door de 'Blackout'. De speler neemt de rol aan van de laatste astronaut op Aarde die op een gevaarlijke missie naar de maan wordt gestuurd. Het doel is om te ontdekken wat er met de maanbasis is gebeurd en proberen de energietoevoer naar de aarde te herstellen.
Deliver Us The Moon behandelt thema's zoals de kwetsbaarheid van de aarde, klimaatverandering, de uitputting van natuurlijke hulpbronnen en de menselijke vastberadenheid om te overleven. Het spel heeft als doel een realistisch beeld te schetsen van de toekomst van ruimtevaart en de uitdagingen van leven en werken op de maan.

## Spelverloop
Tijdens Deliver Us The Moon verkent de speler de maanbasis en het omliggende maanoppervlak, zowel te voet als met behulp van voertuigen en speciale apparatuur. De gameplay richt zich op het oplossen van puzzels, het vinden van aanwijzingen en het ontrafelen van de geschiedenis van de maanbasis door middel van hologrammen, audiologs en verkenning van de omgeving.

## Ontwikkeling
Het project werd in 2014 opgestart door de broers Koen en Paul Deetman, met als doel een cinematische sci-fi-ervaring te creëren, geïnspireerd door films zoals Gravity. Een belangrijke stap in het ontwikkelingsproces was de succesvolle Kickstarter-campagne in 2016, waarbij meer dan € 100.000 werd opgehaald. Aanvankelijk was het de bedoeling om het spel in afleveringen uit te brengen, te beginnen in augustus van dat jaar. Echter, na een ontmoeting op de E3 van 2016 tekende KeokeN Interactive een contract met uitgever Starbreeze, waardoor de episodische uitgave werd uitgesteld.
De samenwerking met Starbreeze verliep echter niet zoals gehoopt. Door financiële problemen bij de Zweedse uitgever verschoof de aandacht naar andere projecten. Uiteindelijk besloot KeokeN Interactive in 2018 de samenwerking met Starbreeze te beëindigen, wat ook leidde tot het ontslag van de helft van het team. Deze beslissing, hoewel pijnlijk, werd gezien als noodzakelijk om de ontwikkeling van het spel voort te zetten. Vastbesloten om Deliver Us The Moon toch uit te brengen, kozen Koen en Paul Deetman ervoor om het spel op 28 september 2018 in eigen beheer op Steam te publiceren onder de naam Deliver Us the Moon: Fortuna. Deze eerste versie kreeg positieve reacties van spelers, maar gemengde reacties van critici, waarbij sommige critici het een "halve game" noemden. De financiële verwachtingen werden ook niet waargemaakt.
Tijdens de Game Developers Conference in 2019 zochten de broers opnieuw naar een geschikte uitgever. Wired Productions, een Britse uitgever, toonde interesse en bood aan om het spel zowel digitaal als fysiek uit te brengen. De samenwerking tussen KeokeN Interactive en Wired Productions resulteerde in de release van een complete editie van Deliver Us The Moon in oktober 2019. Voor spelers die de eerdere versie hadden aangeschaft, werd een gratis update beschikbaar gesteld.

## Ontvangst
Deliver Us The Moon heeft over het algemeen een gemengde ontvangst gekregen van critici en spelers. Het spel wordt vaak geprezen om zijn meeslepende narratief en sterke sci-fi-thema's, die een emotionele impact hebben en spelers aanspreken. De visuele esthetiek en de sfeervolle weergave van zowel de Aarde als de maan dragen bij aan de ervaring.
Desondanks zijn er ook verschillende kritiekpunten. Veel recensenten wijzen op de eenvoud en repetitiviteit van de puzzels, wat leidt tot een gebrek aan uitdaging en variatie. Technische tekortkomingen, zoals trage laadtijden en een minder intuïtieve menu-indeling, worden eveneens genoemd. Daarnaast suggereren sommige critici dat het potentieel van het spel niet volledig wordt benut, wat kan resulteren in een ervaring die minder bevredigend is dan mogelijk zou zijn geweest met een groter budget en meer ontwikkeltijd.

## Vervolg
KeokeN Interactive zag Deliver Us The Moon nooit als een op zichzelf staand spel en begon met de ontwikkeling van een vervolg, genaamd Deliver Us Mars na de release van het eerste spel in 2018. Deliver Us Mars werd aangekondigd in maart 2022 en kwam uit in februari 2023.
Naast Deliver Us Mars waren er plannen voor meerdere spin-offs, waaronder Deliver Us The Moon: Huygens en Deliver Us VR. In 2024 lanceerden de oprichters van KeokeN een succesvolle Kickstarter-campagne voor Deliver Us Home, een spel over een astronaut die terugkeert naar huis. Deze initiatieven kwamen nadat KeokeN door financiële problemen en ontslagen bijna al hun personeel had moeten laten gaan.